# Farusis
Els farusis (llatí: Pharusii, grec antic: Φαρούσιοι) foren un poble amazic de l'antiguitat esmentat per diversos autors i que habitava la zona central de l'actual Marroc, per bé que llur localització exacta és insegura.

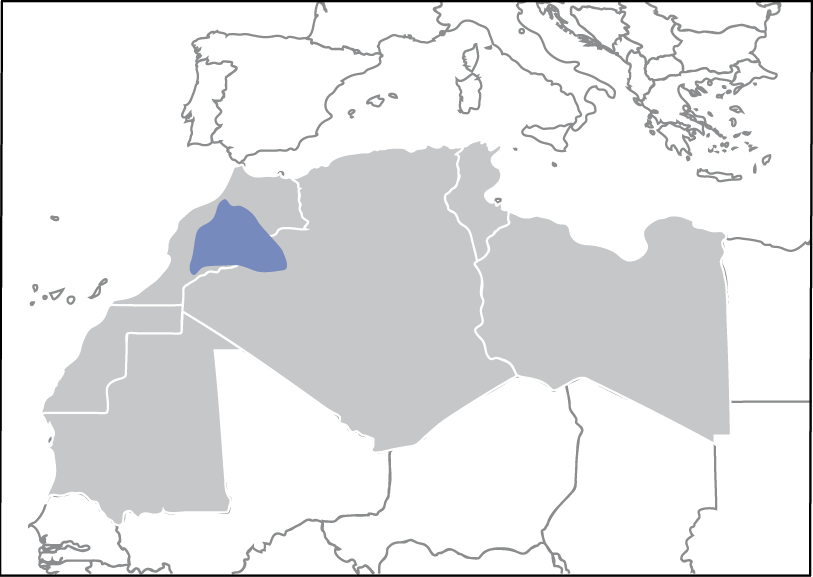
Localització aproximada dels farusis sobre fronteres modernes

Estrabó els situa entre els gètuls i els etíops (terme antic per referir-se genèricament als negres), i diu que eren bons arquers. Els fa veïns dels maurusis i afirma que les seves caravanes arribaven fins a Cirta a través de llacs i desert. Els situa entre el riu Darat i el Ger, a mil quilòmetres de Lixus. També en diu que foren els responsables, juntament amb els nigrites, de la destrucció de gran nombre d'estacions comercials fenícies, afirmació que en general considera exagerada. Ptolemeu els situa entre els soloentis, a l'oest, i els curites, a l'est. Els més occidentals els situa al riu Anatis, que podria ser l'Oum er Rebia o el Tensift; els més septentrionals els situa a l'alt Mulucha. Pomponi Mela els situa entre els maures i els etíops, i Plini el Vell indica que eren gymnetes, és a dir, que no portaven armadura. Tots dos recullen una tradició segons la qual els farusis provenen d'uns perses que acompanyaren Hèrcules en el seu camí cap a Atles i que s'assentaren en aquell lloc. En fi, també els esmenten altres autors, com ara Dionís Periegetes.
En general, la seva localització és problemàtica i per arribar a una conclusió cal entendre que hi ha una referència errònia en qualque autor. La major part d'autors pensen que el problema prové en part perquè es confonen els farusis amb els perorsis, fins al punt que hi ha autors que han considerat la possibilitat que es tracti d'un mateix poble amb diversos noms, tal vegada deguts a problemes textuals.